# آلن کمپبل
آلن کمپبل (انگلیسی: Alan Campbell؛ زادهٔ ۱۰ اوت ۱۹۶۰) بازیکن سابق فوتبال اهل جمهوری ایرلند است. او برای باشگاه‌های راسینگ سانتاندر و شامروک روفرز بازی کرده‌است و در ۶۳ بازی، ۱۵ گل زده‌است.
وی همچنین در تیم ملی فوتبال جمهوری ایرلند بازی کرده‌است.